# كوروت-7b
كوروت-إكسو-7ب هو كوكب خارج المجموعة الشمسية أعلن عن اكتشافه من قبل المسبار كوروت في شباط (فبراير) سنة 2009.يدور الكوكب حول نجم شبيه بالشمس، يبعد عن الأرض بمقدار 489 سنة ضوئية. يتم دورة كاملة حول شمسه كل 20 ساعة مما يعني أن مداره قريب جدا من نجمه. يقدر حجم الكوكب بضعف حجم الأرض وهو صخري كالأرض. ودرجة الحرارة على سطحه تتراوح مابين 1800- 2800 مئوية، وبذلك فهو لا يسمح بوجود حياة عليه.
الاسم كوروت يعود إلى المسبار الذي يسمى بالإنكليزية "CoRoT" اختصاراً لـ"Convection, Rotation and ."Planetary Transits
تمكن علماء سويسريون بجامعة جنيف من تحديث خواص أحدث للكوكب الذي تم اكتشافه خارج المجموعة الشمسية وأقربها تشابها مع الأرض، ويتبع هذا الكوكب مجموعة شمسية أطلق عليها العلماء اسم «كوروت-7» تبعد عن الأرض نحو 489 سنة ضوئية (السنة الضوئية الواحدة تساوي 9.46 تريليونات كلم)، ويعتقد العلماء أن عمرها يصل إلى 1.5 مليار عام، في حين يقدرون عمر مجموعتنا الشمسية بنحو 4.5 مليارات عام.
ويقول الأستاذ ديدييه كويلو بجامعة جنيف للجزيرة نت إن «المعلومات التي حصلنا عليها تؤكد أن قطر هذا الكوكب يقارب 23 ألف كيلومتر، أي أنه أكبر بنسبة 80% من قطر الأرض، ويزن نحو 30 ألف مليار مليار طن، أي أثقل خمس مرات من وزن الأرض، ويتكون من نفس عناصر الأرض الصخرية».
وأضاف كويلو قائلا إن المثير في هذا الأمر أن درجة حرارة سطح الكوكب المعرضة للشمس تصل إلى 2000 درجة مئوية، بينما تنخفض إلى 200 درجة مئوية تحت الصفر على الجانب المظلم منه، رغم أن شمس تلك المجموعة أقل حجما وحرارة من الشمس التي تضيء كوكب الأرض كل صباح.ويرجع السبب في ذلك إلى عدم وجود غلاف جوي لهذا الكوكب مما جعل درجة الحرارة ترتفع بتلك الصورة غير العادية، حيث إن الجزء المعرض للشمس أقرب ما يكون إلى بحيرات ومحيطات تغلي من الحمم الناجمة عن انصهار عناصر مكوناته، رغم أنه يبتعد بمسافة 2.5 مليون كلم عن شمس المجرة التابع لها.

## وصلة خارجية
- موقع كوروت